# چرخه‌ها (آلبوم فرانک سیناترا)
چرخه‌ها (انگلیسی: Cycles) آلبومی با صدای فرانک سیناترا است که در سال ۱۹۶۸ منتشر شد.